# Biliku Dorsa
I Biliku Dorsa sono una struttura geologica della superficie di Venere.